# IC 2768
IC 2768 је спирална галаксија у сазвјежђу Лав која се налази на листи објеката дубоког неба у Индекс каталогу.
Деклинација објекта је + 12° 31' 44" а ректасцензија 11h 22m 23,5s. Привидна величина (магнитуда) објекта IC 2768 износи 15,2 а фотографска магнитуда 16,0.